# Liste der Monuments historiques in Breuillet (Charente-Maritime)
Die Liste der Monuments historiques in Breuillet (Charente-Maritime) führt die Monuments historiques in der französischen Gemeinde Breuillet auf.

## Liste der Bauwerke
| Bezeichnung      | Beschreibung              | Standort                    | Kennzeichnung | Schutzstatus | Datum | Bild           |
| ---------------- | ------------------------- | --------------------------- | ------------- | ------------ | ----- | -------------- |
| Kirche St-Vivien | Erbaut im 12. Jahrhundert | (Lage)                      | PA00104633    | Classé       | 1914  | weitere Bilder |
| Brunnen          | steinerne Fassung, 1593   | Le Logis de Chalézac (Lage) | PA00104634    | Inscrit      | 1927  |                |

## Liste der Objekte
| Bezeichnung             | Beschreibung          | Standort                       | Kennzeichnung | Schutzstatus | Datum | Bild |
| ----------------------- | --------------------- | ------------------------------ | ------------- | ------------ | ----- | ---- |
| Glocke                  | Bronze, 1767 gegossen | in der Kirche St-Vivien (Lage) | PM17000050    | Classé       | 1942  |      |
| Gemälde Heiliger Vivien | 18. Jahrhundert       | in der Kirche St-Vivien (Lage) | PM17001444    | Inscrit      | 1985  |      |